# مدام بترفلاي
أوبرا مدام بترفلاي أو السيدة فراشة (بالإنجليزية: Madame Butterfly)‏ رائعة جاكومو بوتشيني التي تجسد الحب والخيانة والتضحية والتي ألفها عام 1904.

## تأليف الأوبرا
ألف بوتشيني رائعته مدام بترفلاي في عام 1904 استنادًا إلى قصة قصيرة بعنوان مدام بترفلاي كتبها جون لوثر لونغ، والتي استوحاها لونغ بدوره من قصص روتها له أخته جيني كوريل، وكذلك من رواية فرنسية وشبه سيرة ذاتية نُشرت عام 1887 للكاتب الفرنسي بيير لوتي.
شاهد بوتشيني في عام 1900 قصة جون لوثر لونغ عندما حولها ديفيد بيلاسكو إلى نسخة مسرحية درامية بعنوان "مدام باترفلاي: مأساة يابانية من فصل واحد"، كانت المسرحية قد عرضت لأول مرة في مدينة نيويورك، ثم عرضت في لندن حيث شاهدها بوتشيني وأعجب بها وقرر تحويلها إلى أوبرا.
ويصف بوتشينى نفسه أوبرا مدام بترفلاي بأنها أكثر أوبراته المعبرة والنابعة من القلب، وهى عبارة عن مأساة في فصلين ثم عُدلت إلى ثلاثة فصول، وهي مستقاة من المسرحية الأمريكية التي تحمل الاسم ذاته، وقد عرضت هذه الأوبرا لأول مرة في ميلانو ولكنها لم تنل نجاحا بل منيت بالفشل فأجرى عليها بوتشينى بعض التعديلات وحولها إلى ثلاثة فصول وأضفى على أجوائها النكهة اليابانية وذلك باستخدام الألحان الشعبية اليابانية ذات التكوين (التونات)الخماسى والسداسى المميز، وكذلك استخدام ألوان صوتية مزج فيها بين آلات الهارب، والفلوت، والبيكولو، والأجراس التي أضفت صوتا مشابها للآلات التقليدية اليابانية، ثم أُعيد عرضها في مدينة بريشة Brescia حيث نالت استحساناً كبيراً.

## أهم العروض
كان العرض الأول لأوبرا مدام بترفلاي في أوبرا لا سكالا في مدينة ميلانو الإيطالية. لم ينجح العرض على الرغم من وجود مطربين أوبراليين بارزين مثل السوبرانو روزينا ستورتشيو، والتينور جيوفاني زيناتيلو والباريتون جوزيبي دي لوكا في الأدوار القيادية بسبب تأخر بوتشيني في إكمال الأوبرا الأمر الذي لم يعطي الممثلين والمطربين وقتًا كافيًا للتدريب، فأعاد بوتشيني كتابة الأوبرا، وقسم الفصل الثاني إلى قسمين مع إجراء بعض التعديلات، ثم أعيد عرض الأوبرا في 28 مايو 1904 في مدينة بريشيا من بطولة سولوميا كراشلنيتسكا في دور تشوتشوسان حيث حققت نجاحًا كبيرًا.

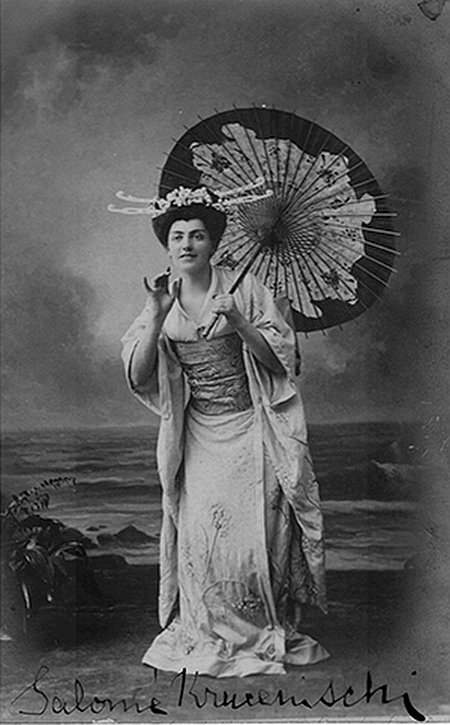
سولوميا كراشلنيتسكا من عرض عام 1904 من أوبرا مدام بترفلاي

عُرضت أوبرا مدام بترفلاي لأول مرة في الولايات المتحدة الأمريكية في أكتوبر عام 1906 على مسرح كولومبيا بولاية واشنطن العاصمة، ثم عرضت في نيويورك في شهر نوفمبر من نفس العام. كتب بوتشيني في عام 1906 نسخة ثالثة من الأوبرا عرضت في أوبرا متروبوليتان في نيويورك، ثم أجرى على هذه النسخة عدة تغييرات في الدرجات الموسيقية الأوركسترالية والصوتية، وأصبحت هذه هي النسخة الرابعة التي عُرضت في باريس في عام 1907. أجرى بوتشيني في عام 1907 تعدلاته الأخيرة على الأوبرا ليقدم النسخة الخامسة أو الإصدار القياسي منها والذي عرض بعد ذلك في جميع أنحاء العالم.
أعاد ريكاردو تشيلي تقديم النسخة الأولى من أوبرا مدام بترفلاي في افتتاح موسم أوبرا لا سكالا في 7 ديسمبر 2016.
كان أول عرض لأوبرا مدام بترفلاي في بريطانيا في 10 يوليو 1905 في دار الأوبرا الملكية بكوفنت جاردن في لندن. وقدم أول عرض أسترالي لها في المسرح الملكي في سيدني في 26 مارس 1910 من بطولة آمي إليزا كاسلز.
اشتهرت مغنية الأوبرا اليابانية تاماكي ميورا بأداء دور تشوتشوسان بطلة أوبرا مدام بترفلاي بين عامي 1915 و1920، ويوجد تمثال لها إلى جانب تمثال بوتشيني في أوبرا مدينة ناغازاكي الساحلية في اليابان.

## القصة

### الفصل الأول
تدور أحداث الأوبرا في اليابان في بداية القرن العشرين، في الفصل الأول تقع تشوتشوسان الفراشة وهى فتاة يابانية من فتيات الجيشا في حب ضابط أمريكي بنكرتون وتعتنق المسيحية من أجله وتحارب أهلها الذين يرفضون هذا الزواج متمسكة بالضابط الأمريكي الذي يريد العودة إلى أمريكا والزواج من أمريكية مثله، ولكنه أشفاقا عليها يتزوجها طبقا للطقوس اليابانية ولكن يرفض الكاهن تزويجها لكون هذا الزواج مخالف للتقاليد ولا ترضى عنه الآلهة.

### الفصل الثاني
في الفصل الثاني يسافر زوجها إلى أمريكا ويغيب لمدة ثلاث سنوات وتظل تشوتشوستان عودته وترفض الزواج من الأمير اليابانى الثرى في الوقت الذي تعانى فيه من أزمة مالية وفاء وإخلاصا لحبها لزوجها الضابط الأمريكي، وفي الفصل الأخير يعود بنكرتون وقد تزوج من الأمريكية كيت وعندما ترى بترفلاى ذلك تنتحر على الطريقة اليابانية الهارا كيري لتختار الموت بشرف على الحياة المليئة بالغدر.

## الشخصيات
- تشوتشوسان: فتاة يابانية من الغيشا.
- سوزوكي: خادمة تشوتشوسان.
- بنكرتون: ملازم في البحرية الأمريكية.
- شاربلس: قنصل الولايات المتحدة الأمريكية في مدينة ناغازاكي.
- غورو: خاطبة يابانية.
- الأمير يامادوري: أمير ياباني ثري يرغب في الزواج من تشوتشوسان.
- ياكوسيدي: عم تشوتشوسان.
- أم تشوتشوسان.
- كيت بنكرتون: زوجة بنكرتون الأمريكية.
- دولور: ابن تشوتشوسان.

## الأعمال المقتبسة

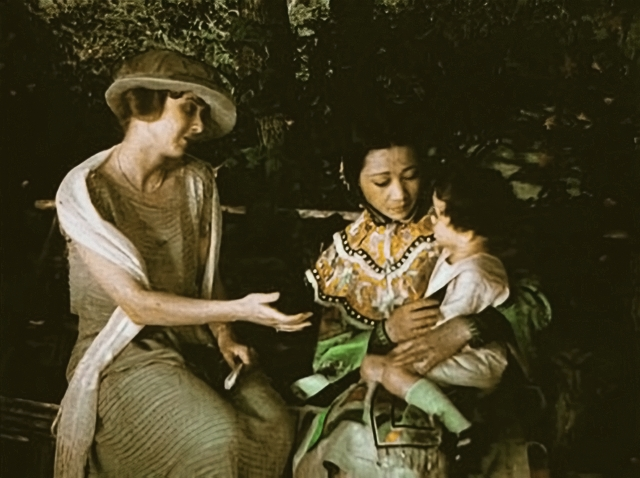
أنا ماي يونغ في لقطة من فيلم ضربة البحر عام 1922

حولت أوبرا مدام بترفلاي في عام 1915 إلى فيلم صامت من إخراج سيدني أولكوت ومن بطولة ماري بيكفورد. ثم حولت في عام 1919 إلى فيلم صامت آخر بعنوان هاراكيري من إخراج فريتز لانغ وبطولة بول بينسفيلدت، وليل داغوفر، وجورج جون، ونيلز برين. وفي عام 1922 صدر فيلم ضربة البحر المقتبس عن أوبرا مدام بترفلاي، والذي قامت ببطولته الممثلة الأمريكية آنا ماي وونغ.